# Патрік Оуржеднік
Патрік Оуржеднік (чеськ. Patrik Ouředník; фр. Patrick Ourednik; 23 квітня 1957, Прага) — чеський і французький письменник, поет і перекладач з французької мови. Живе у Франції

## Біографія
Народився у 1957 році в Празі, в родині лікаря і вчительки французької мови. В 70-х роках був активний в чехословацьких дисидентських колах, через що не зміг отримати вищу освіту. Пройшов низку професій: був продавцем у книгарні, архіваріусом, працівником на складі, санітаром, листоношею, побутовим робітником тощо. Активно займався шахами. У 1984 році емігрував до Франції, де працював спочатку як шаховий консультант, згодом як бібліотекар. По вечорам вивчав французьку літературу, згодом, як вільний студент, історію ідей та історію релігійного мислення. У 1986–1998 рр. був редактором і завідувачем рубрики в квартальнику L'Autre Europe. У 1992 році ініціював створення у Франції приватного університету — Вільного університету в Нуаляге, де читає лекції з 1995 року.
Як перекладач дебютував у збірнику перекладів Бориса Віана Хроніки, тексти, оповідання (1978), який він сам упорядкував і видав у самвидаві, офіційно ж у 1984 р. в чеському часописі «Світова література» з перекладами текстів Жака Бреля. Свою власну творчість почав оприлюднювати лише після еміграції до Франції.
Написав чотирнадцять книг: «Шмірбух чеської мови» (1988), «Або» (1992), «Про принца Чеканку» (1993), «Немає нічого нового під сонцем» (1994), «Рік 24» (1995), «Трактат про вдале пиття вина» (1995), «Тим паче» (1996), «У пошуках втраченої мови» (1997), «Європеана» (2001), «Будинок босого» (2004), «Зручний момент, 1855» (2006), «Ad acta» (2006), «Утоп — це той, хто зробив мене островом» (2010), «Сьогодні і післязавтра» (2012).

## Твори
- Šmírbuch jazyka českého. Slovník nekonvenční češtiny (1988, 1992, 2005, 2011)
- Anebo (1992, вірші)
- O princi Čekankovi, jak putoval za princeznou, a o všelijakých dobrodružstvích, která se mu přitom přihodila (1993, 2008)
- Aniž jest co nového pod sluncem. Slova, rčení a úsloví biblického původu (1994, 2010)
- Rok čtyřiadvacet (1995, 2002)
- Neřkuli (1996, вірші)
- Hledání ztraceného jazyka (1997)
- Europeana. Stručné dějiny dvacátého věku (2001, 2006, 2011, 2014)
- Dům bosého (2004, вірші)
- Příhodná chvíle, 1855 (2006)
- Ad acta (2006, 2011)
- Utopus to byl, kdo učinil mě ostrovem (2010)
- Dnes a pozítří (2012)
- Svobodný prostor jazyka (2013)
- Histoire de France. À notre chère disparue (2014)
- La fin du monde n'aurait pas eu lieu (2017, 2019)
- Antialkorán aneb Nejasný svět T.H. (2017, 2018)

## Видання українською
- Оуржеднік, П. Європеана : Коротка історія двадцятого століття [Текст] / пер. з чеськ. О. Севрука. — Львів : Видавництво Старого Лева, 2015. — 160 с.